# Buzz (marketing)
Pour les articles homonymes, voir Buzz.
Le buzz (terme anglais signifiant « bourdonnement » d'insecte) est une technique marketing consistant à susciter du bouche à oreille autour d'un événement, d'un produit ou d'une offre commerciale et, ce faisant, générer des retombées dans les médias.
Le buzz fonctionne selon le principe selon lequel le consommateur potentiel devient lui-même le média ; le média devient l'objet de la communication et non son moyen.

## Apparition
Ce type de marketing s’est énormément développé à partir des années 2010, notamment par l’arrivée des nouvelles technologies de l'information et de la communication (NTIC). Bien que son usage ne soit pas récent, le sont la rapidité d’échange décuplée par Internet, les réseaux sociaux et les blogs, qui sont devenus les médias privilégiés pour ces types de communication. En effet, ce mode de diffusion permet une propagation démultipliée des messages, à des rythmes élevés et à de faibles coûts.

## Propositions de francisation
À l’issue du concours Francomot 2010 organisé par le Secrétariat d'État chargé de la Coopération et de la Francophonie, le terme choisi pour remplacer « buzz » est « ramdam », un mot d'origine arabe renvoyant faisant référence à l'agitation du rythme de vie nocturne associé à la période du « ramadan ». 
Autre suggestion : « tapage médiatique », proposé par Christelle Burban.

## Campagne de bouche à oreille

### Six leviers
Selon l'entrepreneur américain Mark Hughes, il y a six leviers à employer pour susciter un buzz, :
- le tabou : faire parler de quelque chose dont personne n'ose parler ouvertement (par exemple la sexualité) ;
- l'insolite : par exemple créer un site de rencontres en ligne pour les obèses ;
- le scandale : avancer une idée choquante tout en restant dans la limite du « moral » étant entendu que le point de vue moral est extensible et dépend de la culture du public ciblé ;
- l'hilarité : par exemple faire appel à l'humour de répétition ;
- l'admiration : la susciter en faisant quelque chose de remarquable ;
- le secret : dire qu'on a envie de partager un secret au plus vite (le secret est valorisant pour le consommateur car celui-ci a le sentiment d'être mis dans la confidence).

Toujours selon Mark Hughes, ce n'est pas la taille du budget marketing qui va déterminer l'ampleur du buzz, mais la capacité à utiliser intelligemment ces six leviers,.

### Suivi
Plus l’entreprise sera connectée à la cible, plus le message se répandra.[source insuffisante]

## Bad buzz
Il est d'usage de parler de « bad buzz » ou de « buzz négatif » lorsque le bouche à oreille s'avère contre-productif, c'est-à-dire lorsque les propos relayés concernant une personne, un produit, un phénomène... prennent un caractère polémique.
En 2017, le réalisateur français Stéphane Kazandjian et les humoristes français Éric et Quentin consacrent à ce phénomène un film du même nom.